# Svetlana Gincheva
Svetlana Gincheva (bulgare : Светлана Гинчева), née le 5 janvier 1956, est une rameuse d'aviron bulgare.

## Carrière
Svetlana Gincheva est médaillée d'argent en quatre de couple barré aux Championnats du monde d'aviron 1975 à Nottingham. Aux Jeux olympiques de 1976 à Montréal, elle termine quatrième de la finale de quatre de couple barré.